# Seńkowe (obwód charkowski)
Seńkowe (ukr. Сенькове) – wieś na Ukrainie, w obwodzie charkowskim, w rejonie kupiańskim. W 2001 liczyła 1272 mieszkańców, spośród których 1146 posługiwało się językiem ukraińskim, 124 rosyjskim, 1 białoruskim, a 1 innym.